# Trophée Éric Bompard de 2011
Trophée Éric Bompard de 2011 foi a vigésima quinta edição do Trophée Éric Bompard, um evento anual de patinação artística no gelo organizado pela Federação Francesa de Esportes no Gelo (em francês:  Federation Française des Sports de Glace), e que fez parte do Grand Prix de 2011–12. A competição foi disputada entre os dias 18 de novembro e 20 de novembro, na cidade de Paris, França.

## Eventos
- Individual masculino
- Individual feminino
- Duplas
- Dança no gelo

## Medalhistas
| Evento                        | Ouro                                        | Prata                                       | Bronze                                  |
| Individual masculino detalhes | Patrick Chan · Canadá                       | Song Nan · China                            | Michal Březina · República Tcheca       |
| Individual feminino detalhes  | Elizaveta Tuktamysheva · Rússia             | Carolina Kostner · Itália                   | Alissa Czisny · Estados Unidos          |
| Duplas detalhes               | Tatiana Volosozhar · Maxim Trankov · Rússia | Vera Bazarova · Yuri Larionov · Rússia      | Meagan Duhamel · Eric Radford · Canadá  |
| Dança no gelo detalhes        | Tessa Virtue · Scott Moir · Canadá          | Nathalie Péchalat · Fabian Bourzat · França | Anna Cappellini · Luca Lanotte · Itália |

## Resultados

### Individual masculino
| Pos.              | Nome              | Nacionalidade    | Pontos | PC         | PL         |
| ----------------- | ----------------- | ---------------- | ------ | ---------- | ---------- |
| Medalha de ouro   | Patrick Chan      | Canadá           | 240.60 | 84.16 (1)  | 156.44 (1) |
| Medalha de prata  | Song Nan          | China            | 224.10 | 76.53 (2)  | 147.57 (2) |
| Medalha de bronze | Michal Březina    | República Tcheca | 218.60 | 74.32 (3)  | 144.28 (4) |
| 4                 | Adam Rippon       | Estados Unidos   | 217.89 | 72.96 (4)  | 144.93 (3) |
| 5                 | Florent Amodio    | França           | 201.34 | 71.42 (5)  | 129.92 (5) |
| 6                 | Alexander Majorov | Suécia           | 190.60 | 62.12 (8)  | 128.48 (6) |
| 7                 | Nobunari Oda      | Japão            | 167.20 | 62.95 (7)  | 104.25 (9) |
| 8                 | Romain Ponsart    | França           | 160.45 | 50.03 (9)  | 110.42 (8) |
| 9                 | Chafik Besseghier | França           | 160.39 | 46.43 (10) | 113.96 (7) |
| WD                | Kevin Reynolds    | Canadá           | —      | 65.56 (6)  | — (WD)     |

### Individual feminino
| Pos.              | Nome                   | Nacionalidade  | Pontos | PC        | PL         |
| ----------------- | ---------------------- | -------------- | ------ | --------- | ---------- |
| Medalha de ouro   | Elizaveta Tuktamysheva | Rússia         | 182.89 | 62.04 (1) | 120.85 (2) |
| Medalha de prata  | Carolina Kostner       | Itália         | 179.32 | 59.70 (2) | 119.62 (3) |
| Medalha de bronze | Alissa Czisny          | Estados Unidos | 179.15 | 57.25 (3) | 121.90 (1) |
| 4                 | Kanako Murakami        | Japão          | 161.31 | 55.77 (4) | 105.54 (4) |
| 5                 | Viktoria Helgesson     | Suécia         | 154.90 | 54.16 (5) | 100.74 (5) |
| 6                 | Maé Bérénice Méité     | França         | 145.44 | 50.49 (6) | 94.95 (6)  |
| 7                 | Sonia Lafuente         | Espanha        | 136.32 | 49.51 (7) | 86.81 (8)  |
| 8                 | Yrétha Silété          | França         | 135.90 | 48.25 (8) | 87.65 (7)  |
| 9                 | Lena Marrocco          | França         | 126.97 | 43.95 (9) | 83.02 (9)  |

### Duplas
| Pos.              | Nome                               | Nacionalidade  | Pontos | PC        | PL         |
| ----------------- | ---------------------------------- | -------------- | ------ | --------- | ---------- |
| Medalha de ouro   | Tatiana Volosozhar / Maxim Trankov | Rússia         | 194.13 | 63.69 (1) | 130.44 (1) |
| Medalha de prata  | Vera Bazarova / Yuri Larionov      | Rússia         | 184.91 | 59.06 (3) | 125.85 (2) |
| Medalha de bronze | Meagan Duhamel / Eric Radford      | Canadá         | 176.62 | 61.06 (2) | 115.56 (3) |
| 4                 | Amanda Evora / Mark Ladwig         | Estados Unidos | 169.58 | 57.69 (4) | 111.89 (4) |
| 5                 | Jessica Dubé / Sébastien Wolfe     | Canadá         | 150.68 | 53.24 (5) | 97.44 (6)  |
| 6                 | Dong Huibo / Wu Yiming             | China          | 147.75 | 49.27 (6) | 98.48 (5)  |
| 7                 | Ksenia Stolbova / Fedor Klimov     | Rússia         | 137.06 | 48.81 (7) | 88.25 (8)  |
| 8                 | Vanessa James / Morgan Cipres      | França         | 133.31 | 44.86 (8) | 88.45 (7)  |

### Dança no gelo
| Pos.              | Nome                                | Nacionalidade  | Pontos | PC        | PL         |
| ----------------- | ----------------------------------- | -------------- | ------ | --------- | ---------- |
| Medalha de ouro   | Tessa Virtue / Scott Moir           | Canadá         | 176.93 | 71.18 (1) | 105.75 (1) |
| Medalha de prata  | Nathalie Péchalat / Fabian Bourzat  | França         | 164.56 | 66.52 (2) | 98.04 (2)  |
| Medalha de bronze | Anna Cappellini / Luca Lanotte      | Itália         | 153.76 | 64.62 (3) | 89.14 (3)  |
| 4                 | Elena Ilinykh / Nikita Katsalapov   | Rússia         | 140.32 | 58.17 (4) | 82.15 (4)  |
| 5                 | Madison Chock / Evan Bates          | Estados Unidos | 130.94 | 52.01 (5) | 78.93 (5)  |
| 6                 | Huang Xintong / Zheng Xun           | China          | 126.69 | 50.71 (6) | 75.98 (6)  |
| 7                 | Kristina Gorshkova / Vitali Butikov | Rússia         | 118.48 | 48.77 (7) | 69.71 (7)  |
| 8                 | Sara Hurtado / Adrià Díaz           | Espanha        | 103.75 | 45.71 (8) | 58.04 (8)  |

## Quadro de medalhas
| Ordem | País             | Medalha de ouro | Medalha de prata | Medalha de bronze |    | Ordem por total |
| ----- | ---------------- | --------------- | ---------------- | ----------------- | -- | --------------- |
| 1     | Rússia           | 2               | 1                |                   | 3  | 1               |
| 2     | Canadá           | 2               |                  | 1                 | 3  | 1               |
| 3     | Itália           |                 | 1                | 1                 | 2  | 3               |
| 4     | China            |                 | 1                |                   | 1  | 4               |
| 4     | França           |                 | 1                |                   | 1  | 4               |
| 6     | Estados Unidos   |                 |                  | 1                 | 1  | 4               |
| 6     | República Tcheca |                 |                  | 1                 | 1  | 4               |
| TOTAL | TOTAL            | 4               | 4                | 4                 | 12 | —               |